# Strumień Lethe

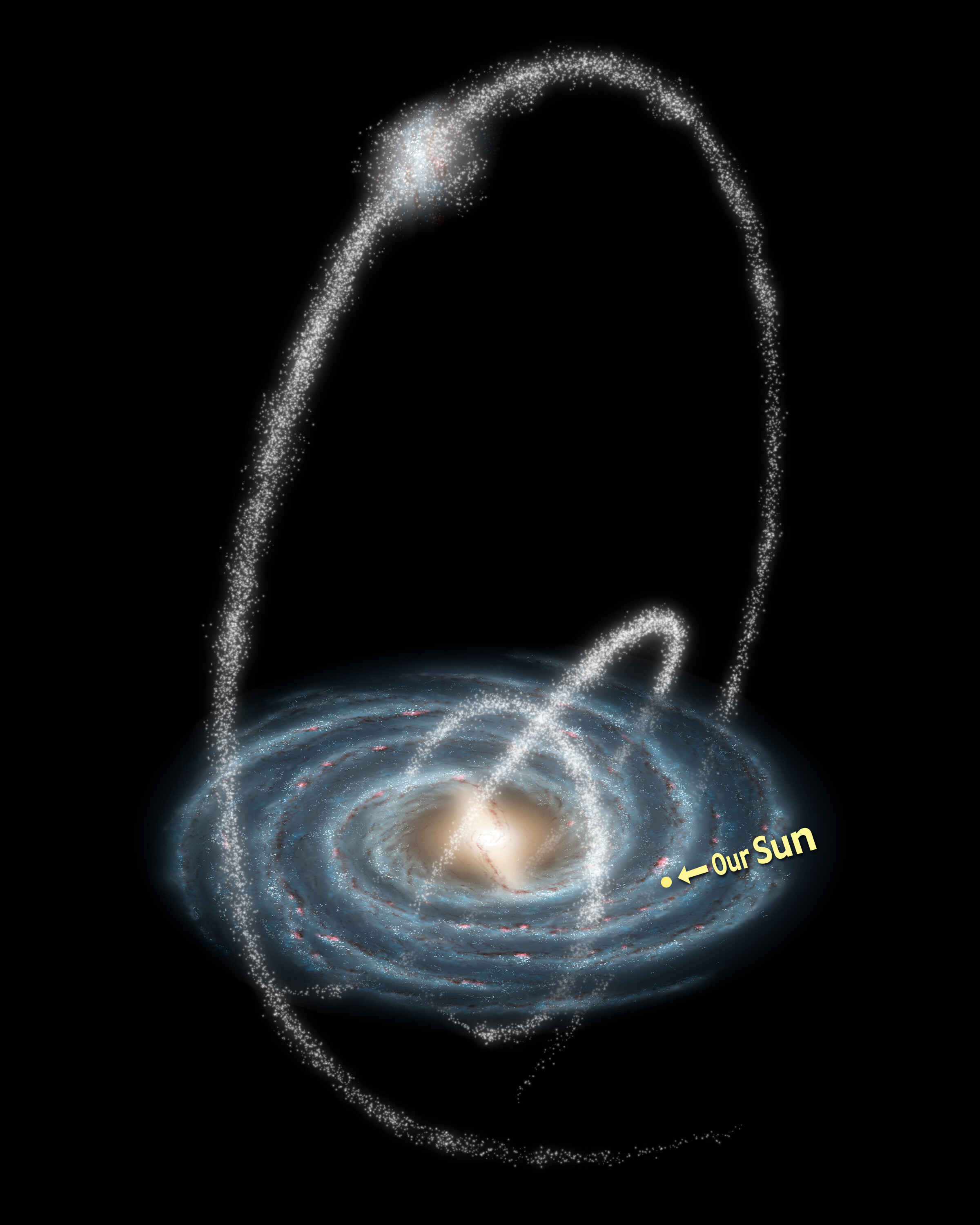
Strumienie gwiazd odkryte w 2007 roku (NASA) - wizja artysty

Strumień Lethe – strumień gwiazd utworzony przez gwiazdy pochodzące z nieznanej gromady kulistej rozciągniętej w strumień przez grawitację Drogi Mlecznej. Strumień ten został odkryty w programie Sloan Digital Sky Survey w 2007 roku. Nazwa strumienia pochodzi z mitologii greckiej i odnosi się do rzeki Lete (łac. Lethe). 
Strumień Lethe na ziemskim niebie rozciąga się od gwiazdozbioru Herkulesa do gwiazdozbioru Lwa. Liczy 1100 ± 300 gwiazd. Znajduje się w odległości 12,2–13,4 kiloparseków od Ziemi.